# Pyronotanthias
Pyronotanthias ist eine Fischgattung aus der Familie der Fahnenbarsche (Anthiadidae), die in den Korallenriffen des tropischen Indopazifiks vorkommt.

## Merkmale
Pyronotanthias-Arten werden 4,5 bis 14 cm lang. Ihre Körperhöhe liegt bei 25 bis 36 % der Standardlänge, die Kopflänge beträgt 28 bis 35 % der Standardlänge. Charakteristisch für die Arten ist eine Reihe von roten oder orangen kurzen Streifen oder Flecken unterhalb des mittleren und hinteren Rückenflossenabschnitts und auf der Oberseite des Schwanzstiels. Die Flecken sind bei P. bimarginatus, P. parvirostris, P. smithvanizi und P. unimarginatus oft diffus und nicht immer deutlich sichtbar aber bei einigen Individuen dieser Arten treten sie deutlich auf. Das schräg stehende Maul ist endständig und relativ groß. Die Maulspalte reicht bis zum Hinterrand der Pupille oder bis zum Hinterrand des Auges. In den Kiefern befinden sich einige vergrößerte Fangzähne und mehrere Reihen kleiner konischer Zähne. Auch der Gaumen ist bezahnt. Auf dem Kiemendeckel befinden sich drei flache Stacheln, von denen der oberste nur schwach entwickelt ist. Das Präoperculum ist am hinteren und unteren Rand fein gesägt.
- Flossenformel: Dorsale X/14–17, Anale III,7–(8), Pectorale 16–19, Ventrale I/5, Caudale 7–11+9+8+7–11.
- Schuppenformel: 41–56/21–30.
- Wirbel: 10+16.[1]

## Systematik
Die Gattung Pyronotanthias wurde im Januar 2022 durch den australischen Ichthyologen Anthony C. Gill eingeführt. Ihr gehören neun Arten an, die vorher der Gattung Pseudanthias zugeordnet wurden. Die Gattungsbezeichnung Pyronotanthias kommt aus dem Griechischen und nimmt Bezug auf die typischen roten Flecken im hinteren Rückenbereich (πυρ = pyr = Feuer, νοτος = notos = Rücken und Anthias).

## Arten
In der Gattung gibt es neun Arten:

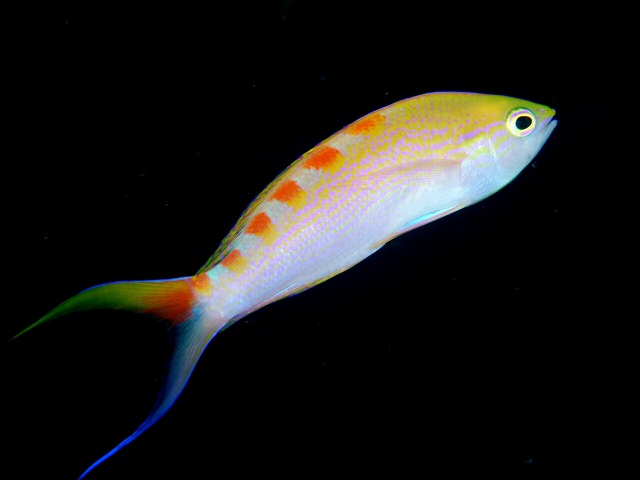
Pyronotanthias flavoguttatus

- Pyronotanthias aurulentus (Randall & McCosker, 1982)
- Pseudanthias bimarginatus (Randall, 2011)
- Pyronotanthias flavoguttatus (Katayama & Masuda, 1980)
- Loris Fahnenbarsch (Pyronotanthias lori (Lubbock & Randall, 1976))
- Diadem-Fahnenbarsch (Pyronotanthias parvirostris (Randall & Lubbock, 1981))
- Pyronotanthias privitera (Randall & Pyle, 2001)
- Pyronotanthias smithvanizi (Randall & Lubbock, 1981)
- Pyronotanthias timanoa (Victor, Teitelbaum & Randall, 2020)
- Pyronotanthias unimarginatus (Randall, 2011)